# Dolnji Lakoš
Dolnji Lakoš (mađarski: Alsólakos) je naselje u slovenskoj Općini Lendavi. Dolnji Lakoš se nalazi u pokrajini Prekomurju i statističkoj regiji Pomurju. 

## Stanovništvo
Prema popisu stanovništva iz 2002. godine naselje je imalo 243 stanovnika.